# Urgencias hospitalarias
Existe una diferencia importante entre urgencia y emergencia médica. El término urgencia se usa para describir patologías médicas que no ponen en peligro la vida del paciente pero precisan de intervención inmediata para evitar resultados adversos graves.
Las unidades de urgencias hospitalarias surgieron cuando los hospitales pasaron a ser gestionados por la administración pública en el siglo xviii. Se intentó clasificar y agrupar a los pacientes según su gravedad y el tipo de enfermedad. Las urgencias médicas como tal aparecen, por primera vez, a principios del siglo xix en los campos de batalla, respondían a la necesidad de una rápida recuperación de los soldados heridos.
Las unidades de urgencias y emergencias se gestionan según la organización de cada sistema sanitario, internacional, nacional, regional y local. Se suelen dividir en hospitalarias aquellas unidades situadas dentro de los hospitales y que suelen atender casos de mayor gravedad por su mayor capacidad técnica; y extrahospitalarias las enlazadas a los centros de atención primaria de salud y servicios de ambulancias no medicalizadas.

## Entrada
Se trata de un vestíbulo intermedio que conecta la sala de espera con otras áreas de urgencias, y por el cual todos los usuarios deben transitar obligatoriamente para acceder a estas zonas. En este espacio, es esencial contar con una zona de paso libre destinada a los pacientes que llegan a urgencias en ambulancias y que no pueden permanecer sentados en los asientos de la sala de espera, requiriendo en su lugar una camilla.
Frente a la entrada se sitúa la recepción. En este lugar, se obtiene toda la información de la zona de urgencias que no es de libre acceso, junto con la información del historial clínico del paciente.
La recepcionista es la primera persona de urgencias que tiene contacto con los usuarios de la sala de espera y tiene como responsabilidad manejar todos los datos de los pacientes.
Cuando un paciente llega a urgencias, le da sus datos a la recepcionista. La computadora ofrece automáticamente todos los datos registrados del paciente. Acto seguido, la persona recepcionista le hace una serie de preguntas para averiguar a qué consulta médica debe derivarlo.

## Paso intermedio
Es la zona intermedia entre la recepción, la zona de pruebas y consultas, donde aparece la figura del celador. El celador es la persona que ayuda o que directamente mueve mediante sillas de ruedas o camas a enfermos que no pueden hacerlo por sí mismos. El celador dispone de sillas de ruedas y camillas con ruedas. En el paso intermedio, también, aparece la figura del vigilante de seguridad. Éste se encarga de evitar o disolver los conflictos que puedan aparecer en urgencias.

## Triaje
El triaje o triage es la zona donde un enfermero practica pruebas iniciales a la mayoría de los enfermos que acuden a urgencias. Consiste en tomar la temperatura, tensión arterial, frecuencia cardíaca, saturación de oxígeno, entre otras. Se lleva a cabo una exploración rápida, se recogen antecedentes, alergias, toma de medicamentos y se tipifica el motivo de consulta. El paciente es clasificado según su gravedad y derivado al servicio correspondiente (trauma, cuarto de paradas, cortinas o boxes, etc.).
Toda la información obtenida en la zona de triaje se recoge en un programa de acceso restringido y exclusivo de cada institución que, según el protocolo de actuación, envía al paciente a una línea de color distinta según su gravedad. Además, se le coloca una pulsera en la que aparecen los datos completos del paciente para así poderlos identificar correctamente.

## Sala de Emergencias
También llamada reanimación, esta es la zona destinada a tratar pacientes con paro cardiorrespiratorio o pacientes no estabilizados, con cuadros muy graves, etc. Cuando llega a urgencias un aviso de paro, se enciende junto a una alarma con luz roja, un médico junto con un enfermero de cada zona, se preparan inmediatamente para cuando llegue el paciente al box. Este paciente pasa directamente de la ambulancia, por la entrada de urgencias y a la sala de parada. Este tipo de paciente, habitualmente llega al hospital en una ambulancia tipo SVA o SAMU, dado que es muy probable que necesite atención durante el traslado.
- Carro de paro: es una unidad móvil que permite el almacenamiento de medicamentos y elementos necesarios en una emergencia, se debe realizar protocolo de abertura y cerrado del mismo.
- Desfibrilador: es un dispositivo electrónico usado en medicina para reanimar a pacientes en paro cardíaco que libera una carga eléctrica al detectar una arritmia cardíaca.

## Traumatología
Los primeros ensayos terapéuticos sobre el sistema músculo-esquelético fueron, probablemente, gestos intuitivos impuestos por las necesidades: contener una hemorragia, curar una herida, inmovilizar una fractura. En la actualidad, se interesa por el estudio de la forma y la función de sistema músculo-esquelético y su acción está encaminada contra aquellas afecciones que deforman la arquitectura del cuerpo humano, alterando el equilibrio de sus mecanismos y contra aquellas enfermedades de los huesos o tejidos blandos que dan lugar a pérdida de forma o de función.
Valoración clínica
- Estado de conciencia mediante la aplicación de la escala de nivel de conciencia AVDI ("A" alerta, "v" respuesta a estímulos verbales, "D" respuesta a estímulos dolorosos, "I" inconsciente).
- Permeabilidad por vía aérea
- Frecuencia y función respiratoria
- Estado circulatorio
- Tratamiento por medios quirúrgicos y no quirúrgicos
- Rehabilitación

Dispositivos tecnológicos
Su función es la de ayudar al diagnóstico por parte del médico y la de dotar al paciente de mayor comodidad y menor sufrimiento o dolor.
- Radiografía: es una imagen registrada en una placa o película fotográfica. La imagen se obtiene al exponer dicha placa o película a una fuente de radiación de alta energía, comúnmente rayos X.
- Tomografía computarizada: Es un examen médico de diagnóstico por imágenes similar a la radiografía común, tomando varias fotografías al interior del cuerpo permite generar imágenes reformateadas en diferentes planos.
- Negatoscopio: Es un aparato para observar placas radiográficas mediante luz transmitida a través de un difusor.
- Vendaje: Elementos de lienzo o de otros materiales utilizados como elástico para la sujeción de segmentos anatómicos.
- Férula: Existen de diversos materiales como polietileno, enyesados y de malla. Buscan dar soporte parcial a la extremidad y limitar sus movimientos.

## Control de enfermería
Zona intermedia de urgencias destinada al personal de enfermería. Desde allí, se encargan desde el suministro de medicamentos hasta de la llamada de pacientes, así como la asignación de un consultorio a los mismos o de ser trasladado a zona de urgencias de ser necesario.  En este espacio los dispositivos tecnológicos son escasos, ya que la actividad se centra en la observación al paciente y en las decisiones del médico a adoptar en cada caso:
- Armario de historiales: En él se encuentran archivados los historiales más recientes de urgencias, dentro de los cuales se encuentran las placas o pruebas realizadas al paciente, la historia clínica, los ingresos. Se cuenta con un sistema neumático controlado por ordenador para entregar las drogas, los documentos y los especímenes a y desde laboratorios (análisis especiales que requieren firma expresa del técnico de laboratorio).

- Carrito de medicamentos: En él se disponen ya preparadas las dosis de medicamentos que los enfermeros deben suministrar a los pacientes a alojados en cortinas (corta estancia).

- Estetoscopio: Aparato acústico usado en medicina y enfermería para la auscultación o para oír los sonidos internos del cuerpo humano. Generalmente, se usa en la auscultación de los ruidos cardíacos o los ruidos respiratorios, aunque algunas veces también se usa para objetivar ruidos intestinales o soplos por flujos anómalos sanguíneos en arterias y venas.

- Otoscopio: es una pequeña linterna con un auricular especial. El doctor utiliza el otoscopio para mirar en los oídos o en el interior de la boca.[2]

## Farmacia
Atiende las necesidades de medicamentos dentro del hospital. Se encarga de la adquisición de medicamentos, de establecer un sistema seguro y eficaz de dispensación e información a pacientes y personal sanitario. Establece, también, un sistema de fármaco-vigilancia dentro del hospital que permite la detección de efectos secundarios o reacciones adversas.
El ingreso a esta estancia no está permitido a personas sin conocimientos médicos o farmacológicos, y generalmente es necesario utilizar un código de seguridad. Además, el personal debe llevar un recuento de medicamentos existentes y los dispensados a los pacientes, mediante un registro informático. En caso de ser entregado un medicamento, se debe adjuntar un documento con los datos del paciente, médico solicitante, nombre del fármaco y dosis requerida.
Usualmente, cuentan con refrigeradores que mantienen aquellos medicamentos termolábiles que se deben conservar en temperaturas de 2-8 °C.

## Sala de observación
Gran estancia provista de camas. Allí se encuentran aquellos pacientes que han sido ingresados para una estancia inferior a 24 horas. Podemos encontrar, también, a aquellos que están esperando que haya una habitación libre en planta para ser hospitalizados.
Cada una de las camas está provista de dispositivos que ayudan a suministrar la medicación al paciente y a controlar sus constantes vitales:
- Bombas de infusión: (opcional de la institución) es un equipo de uso médico cuya función es pasar los líquidos endovenosos a un tiempo y velocidad previamente programados de forma precisa.
- Goteros: Se utilizan para controlar la cantidad de fluido que necesita un paciente, ya sea de suero, de medicación.
- Toma de oxígeno: son conectores en la pared de las instalaciones donde surte de oxígeno mediante cánula o máscara.

## UCI
La medicina intensiva es una especialidad médica dedicada al suministro de soporte vital o de soporte a los sistemas orgánicos en los pacientes que están críticamente enfermos, quienes generalmente también requieren supervisión y monitorización intensiva.
- Ventilación mecánica: Para asistir a la respiración mediante un tubo endotraqueal o una traqueotomía.[4]

- Equipos de hemofiltración: Para fracaso renal agudo, es una técnica de depuración extracorpórea continua que utiliza el gradiente de presión existente entre la vena y la arteria del paciente (arteriovenosa) o el generado entre dos venas (endovenosa) para hacer pasar la sangre a través de un dializador de baja resistencia y extraer líquido, electrolitos y solutos, no ligados a proteínas.[5]

- Monitor cardiovascular: El uso de monitores permite controlar las funciones vitales y complementan nuestra función. La monitorización no siempre implica gravedad, sino la necesidad de un control exhaustivo de las funciones vitales.[6]

- Vías endovenosas: Su función es administrar el fármaco directamente al torrente circulatorio, facilitando una absorción más rápida y la obtención de concentraciones plasmáticas altas y precisas.[7]

- Tubos nasogástricos: Es una sonda introducida desde uno de los orificios nasales hasta el estómago. Se utiliza para una nutrición enteral, aquella que se emplea en los pacientes que conservan el peristaltismo intestinal, pero que no son capaces de ingerir los alimentos por vía oral o para un lavado gástrico.

## Ambulancias
Las primeras ambulancias tenían la función de transportar rápidamente a los enfermos hasta una zona en la que pudieran ser atendidos. Pero en la actualidad, determinados tipos de ambulancias poseen prácticamente las mismas prestaciones que la zona de urgencias de un hospital. Estos vehículos prestan servicio en todo tipo de urgencias extrahospitalarias.
El diseño de las ambulancias continúa desarrollándose, ya que requiere un equipamiento especializado. Son vehículos que cuentan con numerosas medidas de aviso y señalización, especialmente orientados al tráfico rodado, que permiten su fácil identificación y por ende el cese de ciertos privilegios si algunas de esas medidas de aviso son activadas. Las medidas de señalización son varias: las señales luminosas, acústicas y reflectivas de la luz en la carrocería.

### Tipos
- TNA:

Ambulancias de transporte no asistido. Transportan a enfermos que no precisan de ayuda médica inmediata. Normalmente, sufren algún problema de movilidad. Suelen estar operadas por entidades privadas con recursos públicos.
- Soporte vital básico (SVB):

Ambulancias de Soporte Vital Básico, también denominadas unidades asistenciales. Normalmente, funcionan como asistencia de urgencias extrahospitalarias calificadas como poco graves o no tiempo dependiente, es decir, como asistencia a urgencias en las que no existe un riesgo grave para la vida del paciente, aunque en ocasiones actúan como apoyo de las ambulancias medicalizadas o UVI Móvil en caso de que estas lo requieran como apoyo. Poseen menos material médico que estas últimas. No obstante, cuentan con los últimos avances en material de extricación e inmovilización de pacientes. El personal de las unidades asistenciales lo suelen componer dos técnicos en emergencias sanitarias. Se utilizan principalmente para realizar una atención extrahospitalaria básica y el traslado del paciente al servicio de Urgencias hospitalario más próximo.
- UVI móvil, Unidad de Soporte vital avanzado o ambulancia medicalizada:

Ambulancias con sistema de asistencia médica de urgencias. Prestan un servicio de emergencias extrahospitalarias mucho más completo que cualquier otro tipo de ambulancia, dado que cuentan con instrumental y personal médico. La dotación de estos recursos es de dos técnicos en transporte sanitario nivel avanzado, un/a enfermero/a y un médico, aunque en el caso del SAMUR tan solo va un técnico, denominado OTS. Se utilizan, principalmente, para aquellas llamadas calificadas como graves o muy graves y tiempo dependiente, en las que la vida del paciente está en riesgo. Muchas unidades de Soporte Vital Básico pueden ser medicalizadas, como ocurre en las pertenecientes al servicio de Emergencias Sanitarias de Castilla y León o Cruz Roja y pasar a dar un servicio de UVI Móvil.

## Organizaciones de voluntariado
- En España, existen numerosos servicios de emergencia extrahospitalaria de carácter voluntario que colaboran con los servicios de emergencia para dar servicio a las llamadas de urgencias sanitarias. Algunos de ellos son los pertenecientes a Protección Civil en cada localidad que la posea, Detente Y Ayuda (DYA) y Cruz Roja. El organismo SAMUR-PC es un caso mixto, puesto que mezcla ambos servicios: remunerado y voluntario.

- - DYA

Son ambulancias de la organización de voluntariado en emergencias Detente Y Ayuda (DYA) equipadas con los materiales más modernos. Además, la DYA ha completado su labor de atención y traslado de pacientes de todo origen (accidentados y enfermos) con la organización de numerosos cursos y seminarios de educación vial; servicios de traslados para ancianos y discapacitados; la creación de un gabinete psicológico para la atención de víctimas de accidentes de tráfico y sus familiares que presenten alteraciones psicológicas postraumáticas; ayuda internacional.
- - Cruz Roja Española

Se trata de un organismo generalmente atendido por voluntarios. Disponen de ambulancias como apoyo a la red pública (o privada subcontratada) y para la cobertura de eventos especiales (deportivos, festivos, musicales, etcétera). Principalmente, sus ambulancias son de SVB, aunque en determinadas ocasiones pueden contar con ambulancias medicalizadas que se convierten en SVA.
- - Otros servicios de ambulancias públicas y privadas

Existen varios tipos de ambulancia en función del servicio que vayan a prestar, destacando las de transporte no asistido, las de Soporte Vital Básico o las UVI Móvil o de Soporte Vital Avanzado.
Dentro de las ambulancias públicas existen de diferentes organismos, dependiendo principalmente de la Gerencia de Salud de cada Comunidad o Ciudad Autónoma, pero existiendo casos en los que pertenecen también a los servicios de extinción de incendios y rescate, como es el caso de los Bomberos de Barcelona o de Zaragoza, e incluso a la Guardia Civil.